# ATP Challenger de São Paulo 2 de 2014
O IS Open de Tênis de 2014 foi um torneio profissional de tênis jogado em quadras de saibro. Foi a primeira edição do torneio, que era parte do ATP Challenger Tour de 2014. Ela ocorreu em São Paulo, Brasil, entre 14 e 20 de abril de 2014.

## Entradas na chave principal de simples

### Cabeças de chave
| País | Jogador                     | Rank1 | N° |
| ---- | --------------------------- | ----- | -- |
| SVN  | Blaž Rola                   | 119   | 1  |
| ARG  | Guido Pella                 | 125   | 2  |
| ARG  | Horacio Zeballos            | 126   | 3  |
| ARG  | Diego Sebastian Schwartzman | 128   | 4  |
| BRA  | João Souza                  | 140   | 5  |
| BRA  | Rogério Dutra Silva         | 155   | 6  |
| ARG  | Máximo González             | 158   | 7  |
| POR  | Gastão Elias                | 170   | 8  |

### Outras entradas
Os seguintes jogadores receberam wildcards para entrar na chave principal:
- Bruno Sant'anna
- Flávio Saretta
- Pedro Sakamoto
- Tiago Fernandes

Os seguintes jogadores entraram pelo qualifying:
- Guillermo Duran
- Gabriel Alejandro Hidalgo
- Sherif Sabry
- Nikola Ćirić

## Entradas na chave principal de duplas

### Cabeças de chave
| País | Jogador         | País | Jogador          | Rank1 | N° |
| ---- | --------------- | ---- | ---------------- | ----- | -- |
| URU  | Ariel Behar     | ARG  | Horacio Zeballos | 248   | 1  |
| BRA  | André Sá        | BRA  | João Souza       | 249   | 2  |
| ARG  | Máximo González | ARG  | Andrés Molteni   | 289   | 3  |
| VEN  | Roberto Maytín  | BRA  | Fernando Romboli | 369   | 4  |

### Outras entradas
Os seguintes jogadores receberam wildcards para entrar na chave principal:
- Felipe Carvalho /  Renato Lima
- Pedro Sakamoto /  João Pedro Sorgi
- André Ghem /  Flávio Saretta

## Simples
- Rogério Dutra Silva der.  Blaž Rola, 6–4, 6–2

## Duplas
- Guido Pella /  Diego Sebastián Schwartzman der.  Máximo González /  Andrés Molteni, 1-6, 6–3, [10-4]